# Fernandocrambus subaequalis
Fernandocrambus subaequalis là một loài bướm đêm trong họ Crambidae.